# Čermožiše
Čermožiše je naselje v Občini Žetale na vzhodu Slovenije v Halozah. Naselje se nahaja v tradicionalni pokrajini Štajerska in spada v Podravsko statistično regijo.
V naselju sta dve cerkvi. Ena, romarska cerkev na hribu nad naseljem, je posvečena Devici Mariji. Zgrajena je bila med letoma 1716 in 1723. Druga je posvečena svetemu Boštjanu in stoji ob cesti tik ob glavnem naselju. Sega v začetek 16. stoletja. Obe pripadata župniji Žetale.
Čermožiše sestavlja kar 21 zaselkov. To so: Brezje, Bukovje, Gaj, Hriber, Kančec, Korenše, Krče, Ložine, Medgore, Merže, Okroze, Podgora, Prevala, Pridna vas, Rogatnica, Rtiče, Sep, Tišce, Vodole, Vrh in Zavrh. 

## Gospodarstvo
Po dolini reke Rogatnice je speljana cesta Žetale-Rogatec. Zaradi odmaknjenosti se število prebivalcev zmanjšuje. V okolici zelo prevladujejo gozdovi in pašniki, zato je zelo pomembna živinoreja. 

## Zgodovina
Čermožiše so imele leta 1957 98 hišnih številk, ter 492 prebivalcev, leta 1995 pa še samo 303 prebivalcev. 
Prve omembe krajev pred letom 1500: Medgore 1328, Resenik 1400, Prevole 1436, Čermožiše 1438, Korenše 1438, Podgoroj 1438, Rogatnica 1440.